# USS Ohio (BB-68)
USS "Ohio" (BB-68) miał być pancernikiem typu Montana nazwanym od stanu Ohio.
Został zatwierdzony 19 lipca 1940, kontrakt został przyznany stoczni Philadelphia Naval Shipyard, ale zanim położono stępkę budowa została anulowana 21 lipca 1943. Ten USS "Ohio" byłby czwartym okrętem noszącym tę nazwę.